# Escut i bandera de Benijòfar
L'escut i la bandera de Benijòfer són els símbols representatius oficials de Benijòfer, municipi del País Valencià, a la comarca del Baix Segura.

## Escut heràldic
L'escut oficial de Benijófer té el següent blasonament:
| « | Escut quadrilong de punta redona. Partit. Al primer quarter, en camp de gules, tres veneres d'or ben ordenades. Al segon quarter, en camp d'or, tres roques del seu color, sobre ones d'atzur i d'argent, posades en faixa i sumades, cadascuna d'aquestes, d'una ortiga de sinople de set fulles. Al timbre, una corona reial oberta. | » |

## Bandera
La bandera oficial de Benijòfer té la següent descripció:
| « | Bandera de proporcions 2:3. Entat a l'asta, de blau turquí, quatre faixes de plata o gris perla. A l'entat, de roig, tres veneres daurades. | » |

## Història
L'escut fou aprovat per Resolució de 6 de febrer de 1995, del conseller d'Administració Pública, publicada en el DOGV núm. 2.454, de 21 de febrer de 1995.
Les petxines són l'atribut de sant Jaume, el titular de la parròquia. Al costat, les armes dels Gallego Fajardo, antics senyors del poble, que li atorgaren la primera carta de població.
La bandera fou aprovada per Resolució de 17 de gener de 2002, del conseller de Justícia i Administracions Públiques, publicada en el DOGV núm. 4.192, de 18 de febrer de 2002.